# My Wife's Murder

My Wife's Murder est un film indien réalisé par Jijy Philip sorti le 19 août 2005 en Inde. Anil Kapoor y interprète le rôle d'un mari pris dans un engrenage infernal après avoir tué accidentellement sa femme.

## Synopsis
Ravi Patwardhan, la quarantaine, est monteur de films. Les commandes sont nombreuses et il travaille souvent tard le soir, secondé par Reena, sa sympathique assistante. Il est d'autant moins enclin à retrouver son foyer qu'il y est fraîchement "accueilli". Sa femme, Sheela, est une véritable harpie qui lui reproche aussi bien ce qu'il fait que ce qu'il ne fait pas et le soupçonne, à tort, d'entretenir une liaison avec sa collaboratrice. Un soir, excédé par ces provocations, Ravi gifle sa femme : Sheela heurte le montant du lit en tombant, se brise la nuque et meurt sur le coup. Affolé et craignant que la police ne croie pas à l'accident, il cache le corps puis s'en débarrasse dans une rivière. Mais le cadavre ne tarde pas à réapparaître et l'inspecteur Tejpal Randhawa enquête sur cette mort suspecte. Suivant son flair et son expérience, il découvre petit à petit les incohérences du témoignage de Ravi et ne le lâche plus.

## Fiche technique
- Titre : My Wife's Murder
- Réalisation : Jijy Philip
- Scénario : Ram Gopal Varma, Jijy Phillips et Atul Sabharwal
- Musique : Amar Mohile
- Photographie : P. S. Vinod
- Directeur artistique : Sunil Nigvekar
- Date de sortie : 2005
- Pays : Inde
- Durée : 103 minutes

## Distribution
- Anil Kapoor : Ravi Patwardhan
- Boman Irani : l'inspecteur Tejpal Randhawa
- Nandana Sen : Reena Wadhwa
- Suchitra Krishnamoorthi : Sheela R. Patwardhan
- Rajesh Tandon : Raj, le petit ami de Reena
- Abhijit Lahiri : le père de Sheela

## Commentaires
My Wife's Murder est un pur produit de la Ram Gopal Varma Factory (maison de production de Ram Gopal Varma). En effet c'est le remake du film telougou Madhyanam Hatya réalisé et scénarisé par Ram Gopal Varma, il est réalisé par Jijy Philip, assistant de RGV, et produit par la Factory.

C'est un film atypique pour Bollywood par sa courte durée (1h43 au lieu des 2h30 ou 3h habituelles), par l'absence de scène chantée et par son parti pris de faire entrer le spectateur dans la psychologie d'un homme ordinaire devenu meurtrier par accident. L'esthétique du film est mise au service de cette histoire angoissante : immeuble modeste, appartement banal aux longs couloirs, éclairage en clair obscur parfaitement bien restitués par la photographie de P.S. Vinod. L'atmosphère oppressante est soulignée par la prise de son de Manas Choudhary et la bande originale de Amar Mohile.
My Wife's Murder est porté par une interprétation brillante. De son propre aveu, Anil Kapoor y interprète une de ses meilleurs rôles. Pour mieux s'imprégner du personnage, il n'a pas hésité à se rendre fréquemment sur les lieux du tournage à vélo, ces trajets lui permettant d'observer les gestes et les comportements des indiens moyens. Il a réussi à traduire le désespoir et l'anxiété de cet homme seul à travers son regard et son langage corporel.

Les autres comédiens sont également à la hauteur. Suchitra Krishnamoorthi dans le court rôle de l'épouse acariâtre délivre une prestation des plus convaincantes tandis que Boman Irani, en inspecteur de police bon vivant mais retors, entre avec une grande justesse dans la peau d'un personnage taillé à sa mesure.
La réception critique du film a été bonne dans l'ensemble, mais le public n'a guère suivi.